# ديرب هاشم
ديرب هاشم إحدى قرى مركز المحلة الكبرى التابع لمحافظة الغربية بجمهورية مصر العربية.

## التاريخ
اسمها الأصلي ديرب تماس من كور السمنودية ثم ورت في المشترك لياقوت وفي التحفة باسم منية بدر شماس وفي قوانين الدوواين محرفة باسم منية بدر شماس. سميت بهذا الاسم وفي تاريخ 1228هـ/1813م الذي عدّ قرى مصر بعد المسح الذي قام به محمد علي باشا لقربها من ميت الليث هاشم. ذكرها علي مبارك في كتابه الخطط التوفيقية، حيث ذكر أنها من قرى مديرية الغربية بقسم المحلة الكبرى، وأن بها جامع ويحوطها نخيل.

## التعليم
تصل نسبة الأمية في القرية إلى 35.12% بين من تجاوزوا العاشرة من عمرهم، بينما تصل نسبة من حصلوا على تعليم جامعي إلى 1.98% من جملة السكان.

## السكان
بلغ عدد سكان ديرب هاشم 6604 نسمة حسب تقدير عام 2018.
| السنة  | 1882 | 1897 | 1907 | 1927 | 1947 | 1960 | 1976 | 1986 | 1996 | 2006  | 2018 |
| ------ | ---- | ---- | ---- | ---- | ---- | ---- | ---- | ---- | ---- | ----- | ---- |
| القرية | 310  | 492  | 653  | 798  | 1113 | 1660 | 2583 | 3237 | 4132 | 4,835 | 6604 |